# Simon Townshend
Simon Townshend (10 de outubro de 1960) é um guitarrista britânico. Ele é irmão mais novo de Pete Townshend, do The Who, e desde a década de 90 colabora como guitarrista de apoio da banda a partir da turnê Quadrophenia durante 1996 e 1997.
Depois de participar de algumas bandas no final dos anos 70, iniciou carreira solo. Além de seu trabalho com o Who, participa do grupo The Casbah Club.